# Michael Wherley
Michael J. Wherley (* 15. März 1972 in Southampton, Pennsylvania) ist ein ehemaliger US-amerikanischer Ruderer.

## Biografie
Michael Wherley startete 1990 an der University of Minnesota mit dem Rudersport, ehe er zur Penn AC Rowing Association  wechselte und von 1997 bis 2004 dem Nationalkader angehörte. Von 1997 bis 1999 wurde Wherley drei Mal mit dem US-amerikanischen Achter Weltmeister. Er nahm bei den Olympischen Sommerspielen 2000 in Sydney im Vierer ohne Steuermann teil, wo er den fünften Rang belegte. Vier Jahre später in Athen belegte er in der gleichen Bootsklasse den zehnten Rang. 2008 schrieb er beim Boat Race Rudergeschichte, als er mit Oxford, im Alter von 36 Jahren, der bis dahin älteste Teilnehmer des in der Geschichte des Wettbewerbs war. 2014 wurde in die National Rowing Hall of Fame aufgenommen und wurde später Präsident der Penn AC Rowing Association.